# تريكواندا
تريكواندا  هي بلدية في مقاطعة سيينا في منطقة توسكانا الإيطالية، وتقع على بعد 70 كيلومترًا (43 ميلًا) جنوب شرق فلورنسا وحوالي 30 كيلومترًا (19 ميلًا) جنوب شرق سيينا.

## نبذة
تقع تريكواندا على حدود البلديات التالية: رابولانو تيرمي، بينزا، اسيانو، سينالونقا وسان جيوڤاني دا اسو، وتتكون من القرى التالية: تريكواندا، توريتا دي سيينا، كاستيلموزيو وبيترويو، تم بناء كنيسة الرعية، على الطراز القوطي الروماني، من عام 1327، وتم تجديدها لاحقًا على طراز عصر النهضة. وهي تضم  صعودًا منسوبًا إلى ايل سودوما، وطين من «مادونا والطفل» منسوب إلى اندريا سانسوڤينو.المذبح العالي (في القرن الخامس عشر) من تصميم جيوفاني دي باولو